# Fanny Reybaud
Henriette Étiennette Fanny Reybaud, född Arnaud den 13 december 1802 i Aix-en-Provence, död den 25 november 1871 i Nice, var en fransk författare. Hon var svägerska till Louis Reybaud.
Fanny Reybaud skrev historiska romaner, bland annat Aventures d'un renégat (1836; svensk översättning "En renegats äfventyr", 1838).